# 張濂經
張濂經（?—?），山東省登州府文登縣人，清朝政治人物、進士出身。
光緒二十年（1894年），参加光緒甲午科殿試，登進士二甲52名。同年五月，任戶部主事。